# Комплекс з виробництва добрив у Мегнагарі
Комплекс з виробництва добрив у Мегнагарі – підприємство індійської хімічної промисловості у штаті Мадг'я-Прадеш, яке належить компанії Krishana Phoschem (з 2007-го входить до Ostwal Group).
В 2005/2006 бюджетному році Krishana Phoschem ввела в дію виробництво суперфосфату потужністю 120 тисяч тон на рік, що потребувало фосфатів та сульфатної кислоти. Останню можливо було продукувати на самому майданчику в обсягах 66 тисяч тон на рік із використанням покупної сірки. Фосфати також доводилось придбавати на рінку, причому на момент введення заводу добрив у дію в районі Мегнагару вела видобуток фосфатів гірничодобувна компанія Madhya Pradesh State Mining Corporation. Оскільки місцевий фосфоритовий концентрат був бідним, майданчик Krishana Phoschem отримав лінію збагачення фосфоритів річною потужністю 200 тисяч тон. Втім, варто відзначити, що у 2014/2016 бюджетному році видобуток фосфоритів в районі Мегнагару зупинили. 
В 2021/2022 фінансовому році заводом було фактично випущено 122 тисячі тон суперфосфату.
В 2023-му завод доповнили виробництвом комплексних добрив – діамонійфосфату (продукт реакції фосфатної кислоти та аміаку) та азотно-фосфорно-калійних (NPK, потребують додавання хлориду калію). Загальна річна потужність майданчику по цим продуктам визначена на рівні 330 тисяч тон на рік. Фосфатну кислоту в обсягах до 99 тисяч тон на рік так само отримують обробкою фосфоритів сульфатною кислотою, тому проект розширення включав ще одну лінію сульфатної кислоти потужністю 165 тисяч тон на рік.